# Chi Trẩu
Chi Trẩu (danh pháp khoa học: Vernicia), là một chi trong họ Đại kích (Euphorbiaceae), bao gồm ba loài, bản địa khu vực Đông và Đông Nam Á.

## Mô tả
Chúng là các loài cây bụi hay cây gỗ có thể cao tới 20 m. Lá của chúng mọc so le, rộng bản, mép lá nguyên hay xẻ thùy; hoặc là sớm rụng hoặc là thường xanh, tùy theo loài. Hoa có thể là đơn tính cùng gốc hay khác gốc.

## Lịch sử phân loại
Năm 1783, Carl Peter Thunberg mô tả chi Dryandra với loài Dryandra cordata ở Nhật Bản. Năm 1784 tác giả này tiếp tục ghi chép lại Dryandra và Dryandra cordata trong Flora Japonica. Tuy nhiên, năm 1810 thì Robert Brown, dù biết rõ Thunberg đã đặt tên Dryandra cho một chi tương tự như Aleurites trong Flora Japonica, vẫn quyết định lấy tên gọi này cho một chi trong họ Proteaceae với 13 loài được ông mô tả có tại Australia, để vinh danh Jonas Carlsson Dryander (1748-1810). Dù được công bố muộn hơn, nhưng danh pháp Dryandra của Brown vẫn được bảo toàn (nom. cons.) kể từ đầu thế kỷ 20.
Năm 1790, João de Loureiro mô tả chi Vernicia với loài Vernicia montana trong quyển 2 sách Flora Cochinchinensis.

## Các loài
- Vernicia cordata (Thunb.) Airy Shaw, 1966: Trẩu, du đồng, sơn đồng. Bản địa miền nam Nhật Bản; nhưng đã du nhập vào Angola, bán đảo Trều Tiên, Nepal, Ngoại Kavkaz.
- Vernicia fordii (Hemsl.) Airy Shaw, 1966): Trẩu trơn, trẩu lùn, trẩu hoa to, trẩu Trung Quốc, du đồng. Bản địa Hoa Nam, Myanmar, miền bắc Việt Nam; nhưng đã du nhập vào Australia (New South Wales), Argentina, Đài Loan, Đông Himalaya, miền nam Hoa Kỳ (Alabama, Arkansas, California, Florida, Georgia, Louisiana, Mississippi, North Carolina, South Carolina, Texas), quần đảo Leeward, Mozambique,  Paraguay, Puerto Rico, Thái Lan, bán đảo Triều Tiên, Trinidad và Tobago, Zimbabwe.
- Vernicia montana Lour., 1790): Trẩu, trẩu cao, dầu sơn, trẩu nhăn, trẩu ba hạt, mộc du đồng. Loài bản địa Hoa Nam, Đài Loan, Đông Dương (Campuchia, Thái Lan, Việt Nam); nhưng đã du nhập vào Angola, Ấn Độ (gồm cả Assam), quần đảo Caroline, Đông Himalaya, Indonesia (Java), Nhật Bản, Mozambique, Trinidad và Tobago.

Các loài này đôi khi cũng được gộp trong chi Aleurites chứa các loài lai có quan hệ họ hàng gần. Các danh pháp đồng nghĩa có Dryandra Thunb., 1783 và Elaeococca Comm. ex Juss., 1824.

## Trồng và sử dụng
Cả ba loài đều được gieo trồng để lấy dầu trong hạt của chúng, sử dụng trong sản xuất ván lót sàn, sơn, véc ni v.v..